# Nicoletta Salvatori
Nicoletta Salvatori (La Spezia, 21 gennaio 1956) è una giornalista e saggista italiana.

## Biografia
Si è laureata in filosofia della scienza all'Università di Pisa (110 e lode) nel 1980, con la tesi “Sviluppi storici ed epistemologici della teoria dell’evoluzione” (relatore il prof. Felice Mondella). Trasferitasi a Milano, è stata assistente alla cattedra di filosofia della scienza del prof. Felice Mondella. In seguito si è dedicata al giornalismo, collaborando con Il Secolo XIX e con L’Unità, e alla pubblicistica scientifica (Calendario del Popolo, pagina della scienza di La Stampa e L'Unità).
Nel 1985 entra nella redazione di Airone. Dal 1990 è inviato speciale di Airone, realizzando servizi monografici in molti paesi di vari continenti. Nell'ottobre 1994 è nominata direttore di Airone e di Airone Junior (mensile per ragazzi), oltre che di pubblicazioni correlate (Airone Video, Airone Mare, Airone Montagna).
Nel maggio del 2000 lascia la direzione di Airone e presenta all'editore Hachette Rusconi il progetto di un mensile di divulgazione scientifica. Nel febbraio 2001, grazie ad un accordo con la Rai e con il programma televisivo Quark, esce in edicola il mensile Quark, del quale è stata direttrice per cinque anni. Nel comitato scientifico, presieduto da Piero Angela, comparivano tra gli altri Margherita Hack, Danilo Mainardi, Alberto Oliverio e Rita Levi Montalcini.
Nel febbraio 2006 passa all’Editoriale Domus come direttrice del comparto turistico (Tuttoturismo, Meridiani, Meridiani Montagna). Con la sua direzione la rivista Meridiani ha ampliato i suoi contenuti e prodotto una serie di pubblicazioni per edicola e libreria (guide, cartoguide, speciali, allegati, ecc.). Nel maggio 2009, in seguito alla chiusura di Tuttoturismo, lascia l’azienda per dedicarsi alla libera professione.
Dal settembre 2009 all’ottobre 2011 è stata direttore esecutivo della rivista bimestrale Arte Navale, curandone anche i testi e in parte la grafica e la ricerca iconografica. Nello stesso periodo 
ha scritto per l'editore Zanichelli un manuale in tre volumi di Geografia del
Turismo e ha lavorato con il mensile Alp, realizzando allegati monografici dedicati allo slow travel e all’outdoor.
Dal 2014 ad oggi (2021) Nicoletta Salvatori è docente nel dipartimento di Filologia, Letteratura e Linguistica dell’Università di Pisa per il corso di Laurea Magistrale in Informatica Umanistica.
È membro dell’UGIS (Associazione dei giornalisti scientifici italiani) e del Neos (Giornalisti di viaggio associati). È una grande appassionata di vela, sport sul quale ha scritto diversi libri, tra cui "Coppa America 1851-2013" (Simonelli, 2014).
Nel 1986 le è stato assegnato il Premio Cypraea per il giornalismo e nel 2001 il Premio Capo D'Orlando per la divulgazione scientifica.
È sposata e ha un figlio, Jacopo. Attualmente risiede a Cologno Monzese.